# Real Sociedad Económica de La Rioja

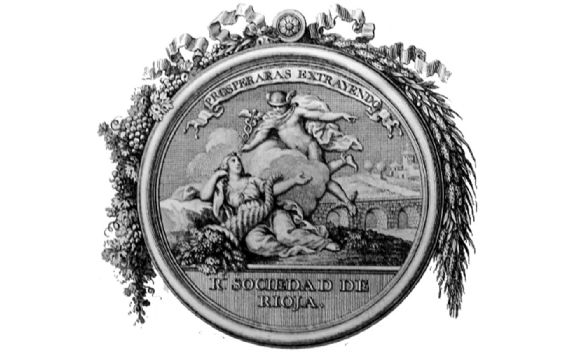
Emblema de la Sociedad Riojana de amigos del país con su lema «Prosperarás extrayendo» en la parte superior. En la base del mismo puede leerse: «R. Sociedad de Rioja». (año 1790).

La Real Sociedad Económica de La Rioja, Real Sociedad Económica de Cosecheros de La Rioja Castellana, Sociedad Riojana o Sociedad Patriótica Riojana –con diferentes nombres según la época– fue una sociedad de amigos del país fundada en el siglo XVIII conforme a los ideales de la Ilustración y circunscrita a La Rioja (España). Se formó tras unas reuniones celebradas en el año 1784, en la casa de Don Francisco Tobía y Ubago, situada en la localidad de Fuenmayor. Sus socios fundadores fueron 54 pueblos riojanos, la mayoría de ellos de su parte occidental, para después irse integrando en ella paulatinamente más localidades del resto de la región, de manera que a finales de siglo ya contaba con más de 150 municipios riojanos adscritos. En los comienzos de la institución, sus objetivos principales eran de carácter económico, dedicado sobre todo a construir carreteras y puentes para dar salida a los productos regionales, especialmente vino. Sin embargo, después tendría otras aspiraciones muy diferentes de carácter político o pseudopolítico territorial, participando de forma activa en las demandas del provincialismo riojano. Esto se aprecia ya en sus actas fundacionales, en las que se utilizan términos como «País riojano».
Dos de los integrantes de esta institución fueron los ilustres riojanos Martín Fernández de Navarrete y Juan Antonio Llorente.

## Fundación

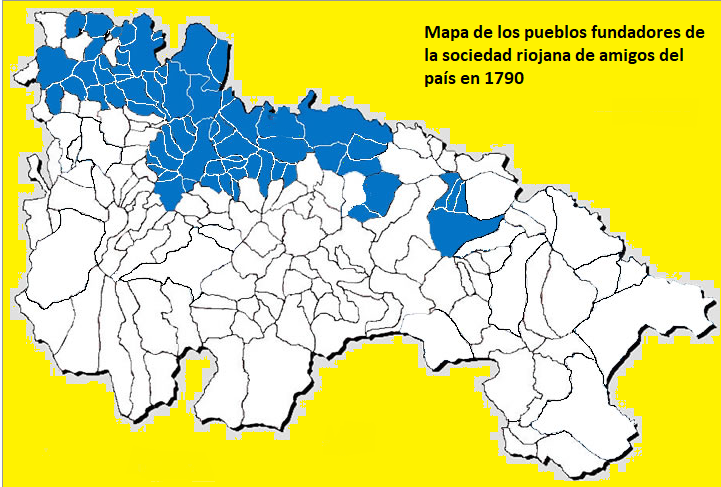
Mapa de los pueblos (en Azul) fundadores de la Real Sociedad Económica de La Rioja en 1790.

Durante  el reinado de Carlos III (años 1759-1788) se comenzaron a crear en España sociedades de amigos del país conforme a los ideales de la ilustración, imitando a la Sociedad Bascongada de amigos del país. Sus objetivos eran contrubir al desarrollo económico y cultural de un territorio determinado. En La Rioja el problema principal que se tenía entonces era  lograr sacar de ella los productos riojanos, principalmente vino, el cual era excesivamente abundante y demandado fuera de la región. Para conseguir este objetivo se necesitaban carreteras y puentes. Este fue en un principio uno de los propósitos por los cuales se creó la sociedad. La misma fue fundada tras unas reuniones realizadas los días 19, 20 y 21 de abril de 1784, en la casa de Don Francisco Tobía y Ubago, situada en la localidad de Fuenmayor, lo que dio como resultado finalmente la creación de la sociedad 7 años más tarde, en 1790. En un principio estaba integrada por 54 pueblos, sus pueblos fundadores, la mayoría de La Rioja Alta. Sin embargo, ya desde un primer momento en sus estatutos se invita a formar parte de ella al resto de poblaciones riojanas. También en los mismos se dictamina la organización administrativa de la sociedad, en la que cada pueblo integrante estaría representado por un apoderado, además su junta directiva estaría constituida por un Protector, un Director, varios Diputados y un Secretario. Asimismo se limita la integración en la sociedad  exclusivamente a los pueblos riojanos dedicados a la cosecha y comercialización de vino.
Posteriormente, sus objetivos cambiarán a otros muy diferentes de tipo político o pseudopolítico territorial. Algo que ya se aprecia desde un comienzo en sus estatutos fundacionales, en los que se utilizan términos como «País Riojano» o «Junta Nacional de La Rioja». También se eliminará la obligación de que los integrantes de la misma tuvieran que ser exclusivamente los pueblos riojanos dedicados a la industria vitivinícola, para permitir la entrada a cualquier pueblo de La Rioja,  aunque se dedicara a otra actividad económica diferente.

## Ingreso de más pueblos riojanos en la sociedad

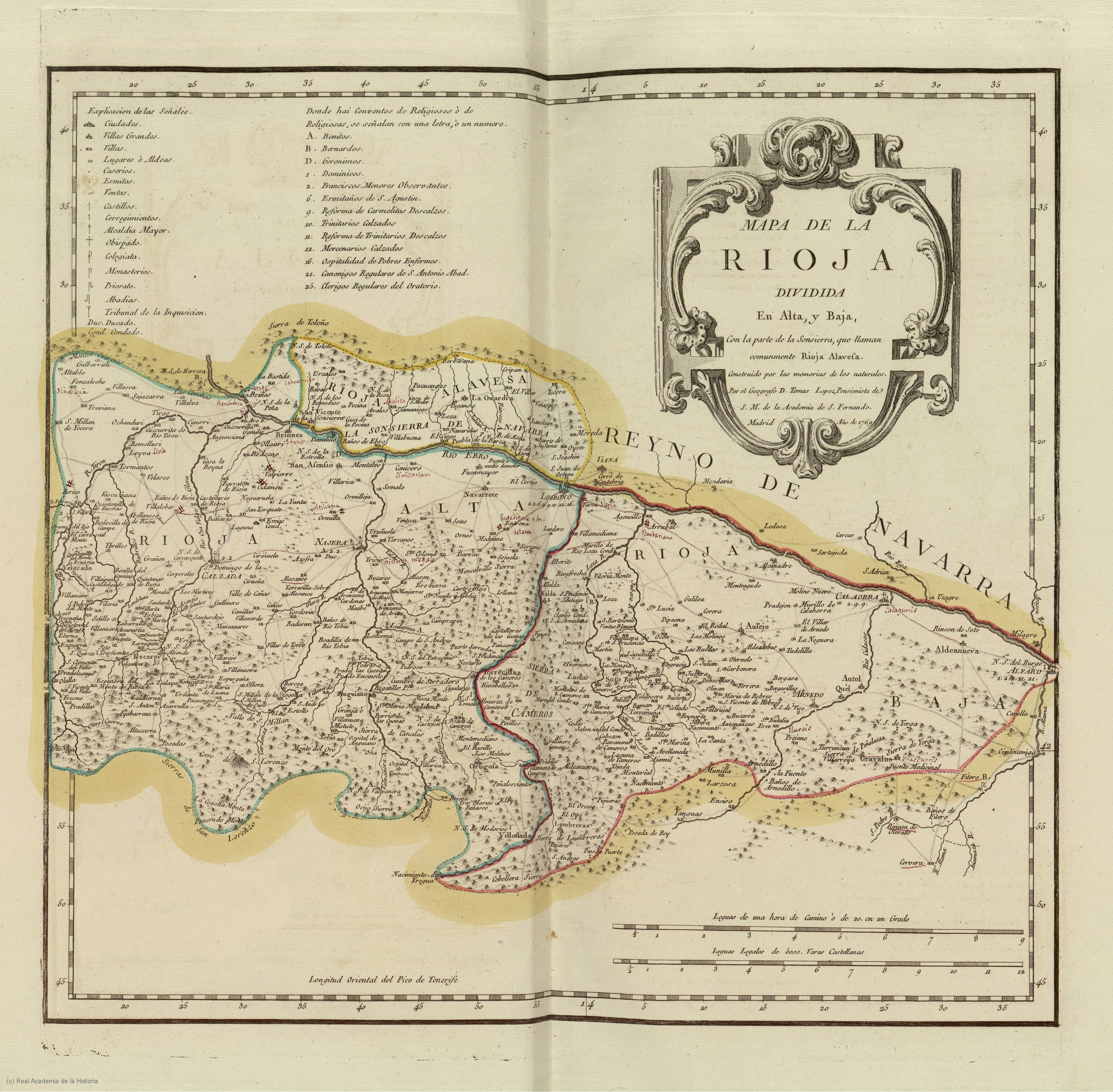
Mapa de La Rioja dividida en Alta y Baja de Tomás López, año 1769.

De los estatutos de la sociedad se eliminó la exclusividad de que sus miembros fueran únicamente municipios dedicados a la economía vitivinícola, lo que posibilita la entrada en ella de muchos más pueblos riojanos. Se desconoce el ritmo de entrada de poblaciones de La Rioja en la sociedad, pero sí se sabe que a finales de siglo XVIII ya se habían integrado en ella más de 150 localidades, con más de 150 vocales y que todos estaban circunscritos al mapa de La Rioja dividida en Alta y Baja de Tomás López de 1769, tan criticado por los ilustrados riojanos de la época por haberse dejado algunos pueblos riojanos fuera del mismo. Esta expansión provocó problemas en la sociedad, ya que los pueblos dedicados a la economía vitivinícola pretendían realizar inversiones en un camino para exportar sus productos, mientras que  los pueblos riojanos no  dedicados a este ámbito exigían «componer los malos pasos que había en cada pueblo».
Para resolver estas desavenencias, el rey dictamina mediante una Real Orden del 22 de julio de 1801 la modificación organizativa de la sociedad. Ahora en lugar de haber un representante por cada localidad, habría una junta de 20 apoderados elegidos por el obispo de Calahorra Don Francisco Mateo Aguiriano-Gómez. Así cada partido judicial estaría representado por 5 apoderados, siendo estos los de «Logroño, Nájera, Haro-briones y Lacalzada» y añadiendose otro más, «el partido de Calahorra», con otros 5 apoderados en representación del mismo.  De esta manera logran entrar en la sociedad pueblos de La Rioja Baja que tardaron en hacerlo por dificultades administrativas. 

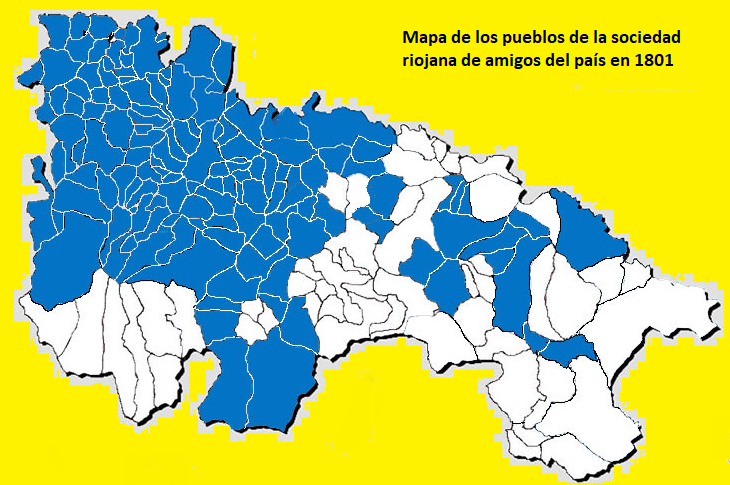
Mapa de los pueblos (en Azul) integrantes de la Real Sociedad Económica de La Rioja en el año 1801.

La Real Orden de 1801  circunscribe además la actuación de la sociedad a los pueblos que aparecen en el mapa de La Rioja dividida en Alta y Baja de Tomás López publicado en 1769. Como se ha mencionado anteriormente esto suspuso una crítica por parte de los ilustrados riojanos de la época, ya que el mapa tenía algunas deficiencias como el haber dejado varios pueblos fuera, que aunque eran riojanos, como consecuencia de la Real Orden no se iban a poder integrar en la sociedad. Así pues, el ilustrado Juan Antonio Llorente realiza en 1805 una exposición titulada Disertación geográfica de La Rioja en la que critica el mapa de Tomás López argumentando que su autor nunca había estado en La Rioja y se había informado para elaborarlo, según sus propias palabras, sobre todo de «los comerciantes riojanos establecidos en Madrid, pues casi todos son de Tierra de Cameros», explicando que la parte de las sierras de Cameros está muy bien representada en el mismo, porque de ella eran originarios muchos comerciantes riojanos afincados en la capital, pero que sin embargo tiene defectos en cuanto a otras áreas de la región, especialmente su zona oriental. Asimismo defiende que el resto de pueblos riojanos que no aparecen dentro del mismo entren en la sociedad. También explica cuales son los límites reales de La Rioja y para finalizar dice así: «En estos cuatro límites está el nacimiento curso y fin de los siete ríos, cuyos orígenes y formación  distinguen eternamente a La Rioja de otras provincias españolas, sin que apenas quepa en la geografía otra mejor ni más claramente demarcada», refiriéndose a los 7 ríos que van desde el Tirón hasta el Alhama y que con su origen curso y desembocadura en el Ebro delimitan a La Rioja. Posteriormente realiza un listado con los pueblos riojanos que faltan en el mapa, ya que si bien todos los pueblos que aparecen dentro del mismo son riojanos, hay otros que también lo son y no aparecen incluidos, siendo el mapa de menor extensión que lo que abarca La Rioja realmente.

## Las aspiraciones políticas de la Sociedad Riojana: El provincialismo riojano

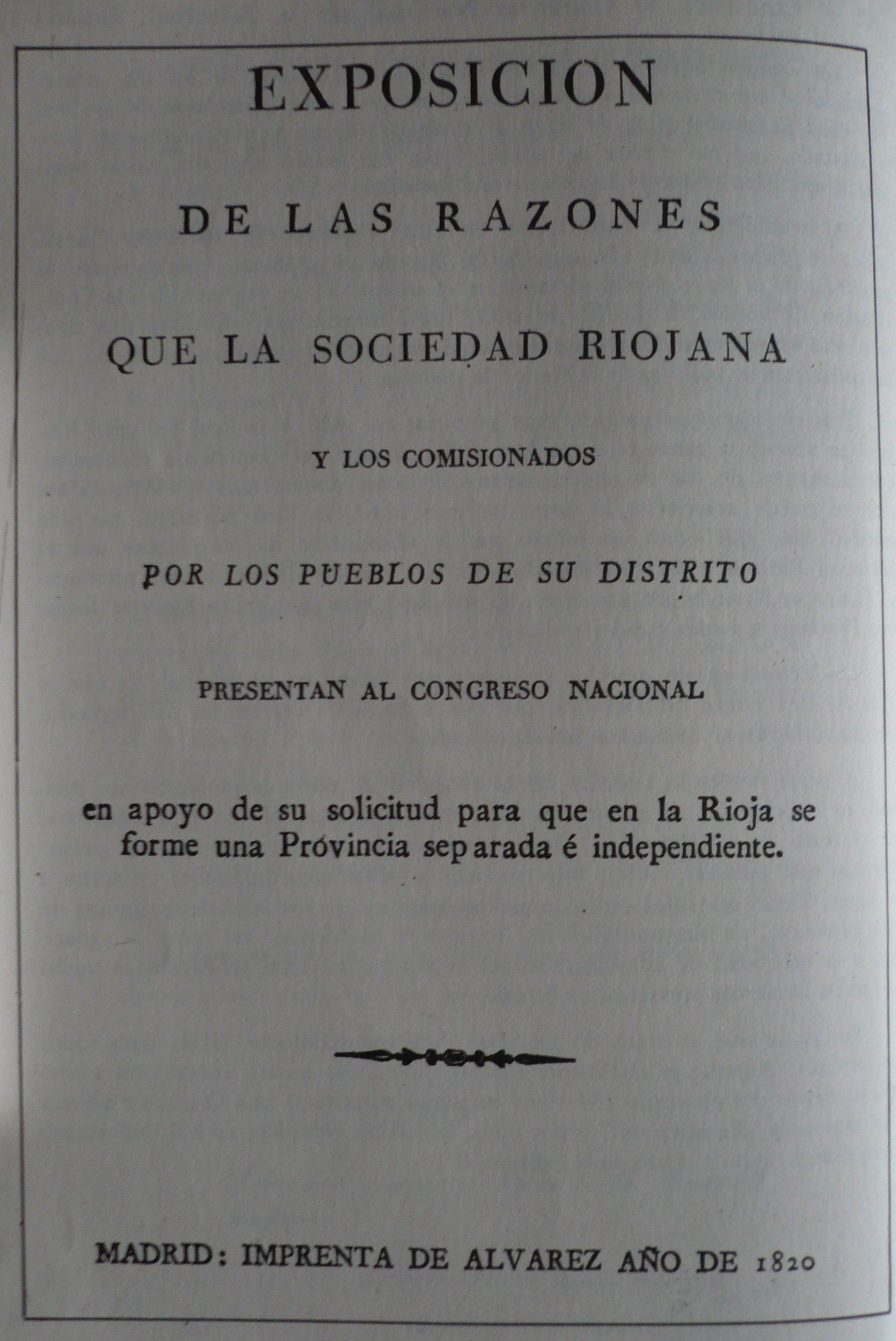
Portada del documento enviado por la sociedad (En este momento denominada como Sociedad Riojana) solicitando que se dotara a La Rioja de una administración provincial propia en 1820. Finalmente, las demandas tuvieron éxito en 1822, fecha en la que se realizó la primera división provincial española, y La Rioja se constituiría en provincia aunque bajo la denominación de provincia de Logroño.

En 1718, terminada la guerra de sucesión y llegados los Borbones a España, estos reyes se encontraron con un país totalmente descentralizado y difícil de gobernar por estar dividido en viejos reinos y antiguos fueros locales. Así pues, quisieron instaurar un modelo unificador y centralizador al estilo francés. Para ello dividieron España en una serie de circunscripciones llamadas intendencias. Posteriormente se realizaron las divisiones provinciales de los años 1822 y 1833 que conocemos en la actualidad.
La existencia de un territorio llamado La Rioja viene documentada desde el siglo XI. Los riojanos como consecuencia de las divisiones provinciales que se estaban realizando se propusieron crear una provincia propia, separada e independiente para la región. Una de las instituciones que participó en las reivindicaciones para dotar a La Rioja de un marco administrativo provincial  fue la Sociedad Riojana de amigos del país, entonces denominada como Sociedad Riojana.
Uno de los documentos que envió la sociedad a las cortes  instando a la constitución de un marco administrativo provincial para la región de La Rioja y que se ha conservado, es una misiva realizada en 1820 y  titulada: Exposición de las razones que la Sociedad Riojana y los comisionados por los pueblos de su distrito presentan al Congreso Nacional en apoyo de su solicitud para que en la Rioja se forme una Provincia separada e independiente, donde explican los motivos por los cuales se demanda que se dote a la región de La Rioja de un marco administrativo provincial y donde se aprecia un marcado componenente identitario riojano.
Posteriormente se realizaron varias  divisiones provinciales de España en las cuales  La Rioja conseguiría su objetivo de constituirse en provincia, aunque bajo la denominación de su capital, con la formación de la provincia de Logroño, primero en 1822 y después en 1833. En 1980 recuperaría su histórico nombre, provincia de La Rioja.

## Proyectos de obras públicas de la sociedad

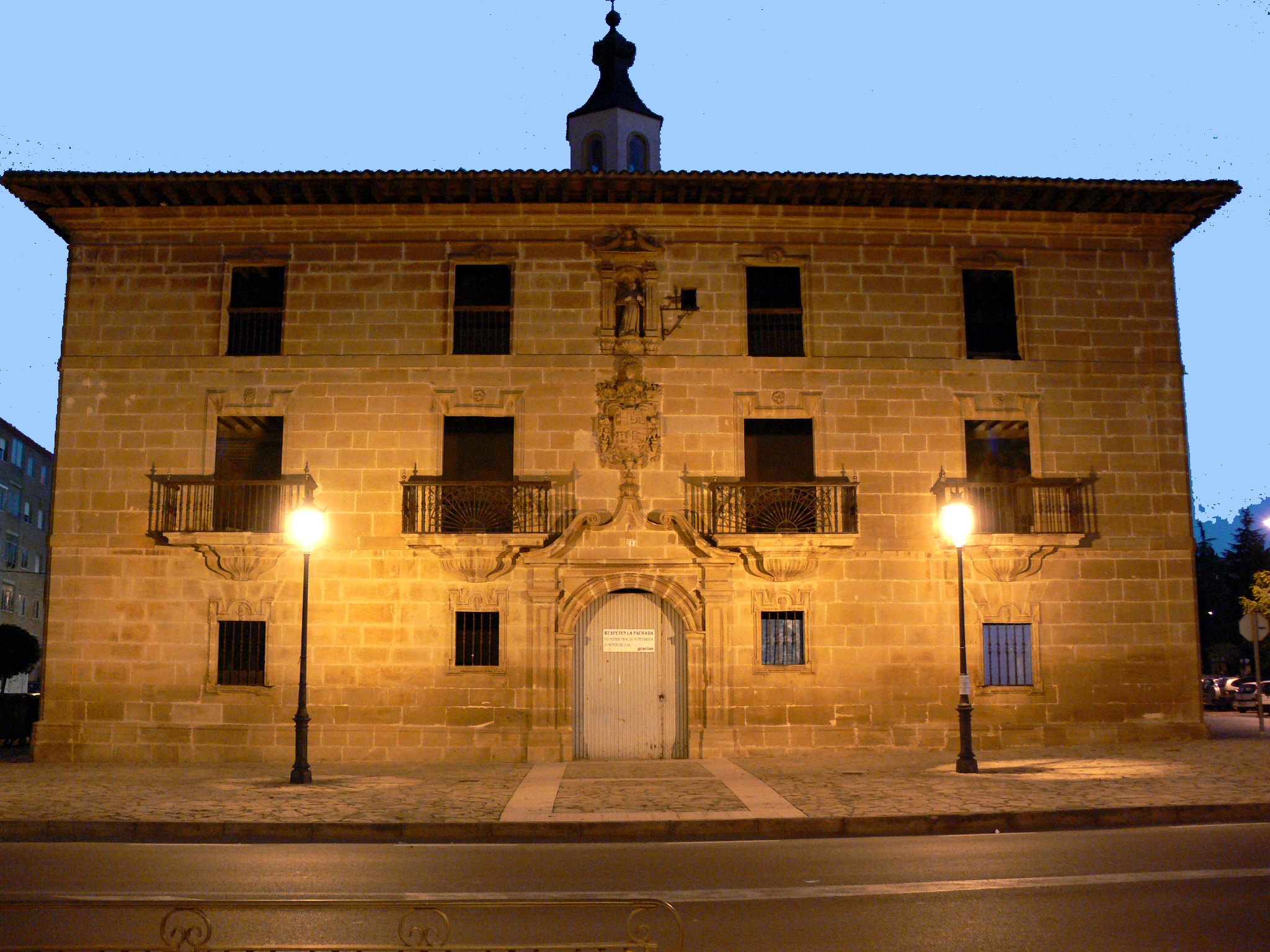
El palacio de los Fernández-Bazán en Fuenmayor. Hogar de Don Francisco Tobía y Ubago y lugar donde se celebraron las reuniones fundacionales de la Sociedad Riojana.

De las obras que llevó a cabo la Sociedad Riojana de amigos del país se conserva por ejemplo en la actualidad el puente de la localidad de Torremontalbo. La totalidad de sus proyectos  fueron los siguientes:
- Un puente en Torremontalbo sobre el río Najerilla, que se conserva y esta en uso en la actualidad.
- Un camino de Logroño a Gimileo.
- Establecimiento de dos portazgos, uno  en Briones y otro en Fuenmayor y un portazgo en Torremontalbo,
- Las obras de mejora del camino de Alfaro a Gimileo encargadas al arquitecto D. Manuel Velasco.
- El camino de Cenicero a Calahorra que fue encargado a D. Domingo Quincoces.
- Finalización del camino Logroño - Pancorbo. Proyecto que incluía además los puentes de Pancorbo y Casalarreina.
- Reconstrucción del ramal de Gimileo hacia Haro pasando por encima de Briñas para unirse en Armiñón con las carreteras que iban a Francia y a Bilbao.
- La construcción de un ramal que uniese Nájera con Valpierre por Hormilla hasta San Asensio.
- Restablecimiento de un puente en Alfaro.
- Prolongación del camino de Logroño a Gimileo hasta Pancorbo para unirlo con una carretera hasta Santander.
- Composición de Puente Madre, en Logroño, y de los malos pasos hasta el río de Agoncillo para el paso de carruajes y caballerías.
- Apoyo a varios municipios riojanos que requerían la colaboración económica de la sociedad para llevar a cabo sus propios proyectos.
- La proyección de un mapa topográfico de La Rioja en el que se describieran sus pueblos, todos sus edificios, la dirección de los caminos, ríos y arroyos etc..
- Planteamiento de un camino carreteril que una Logroño con Haro.
- La adaptación de árboles procedentes de diferentes lugares de todo el país al terreno riojano, para explotarlos en él.

## Desaparición
La última junta extraordinaria organizada por la sociedad riojana se celebró en Alfaro del 26 al 28 de septiembre de 1832. A partir de ella se aprecia un deterioro económico de la sociedad, que más tarde sería una de las causas de su desaparición. Otro motivo de su disolución fue que al lograr la  sociedad su objetivo de dotar de un marco administrativo provincial a la región de La Rioja bajo la denominación de provincia de Logroño, muchas de sus competencias y funciones fueron absorbidas por la propia diputación provincial. Finalmente, la sociedad se disolvería en el año 1836 habiendo llevado a cabo un gran número de reformas y proyectos de infraestructuras muy propicios para la comercialización de los productos riojanos.

## Personajes ilustres que formaron parte de la sociedad

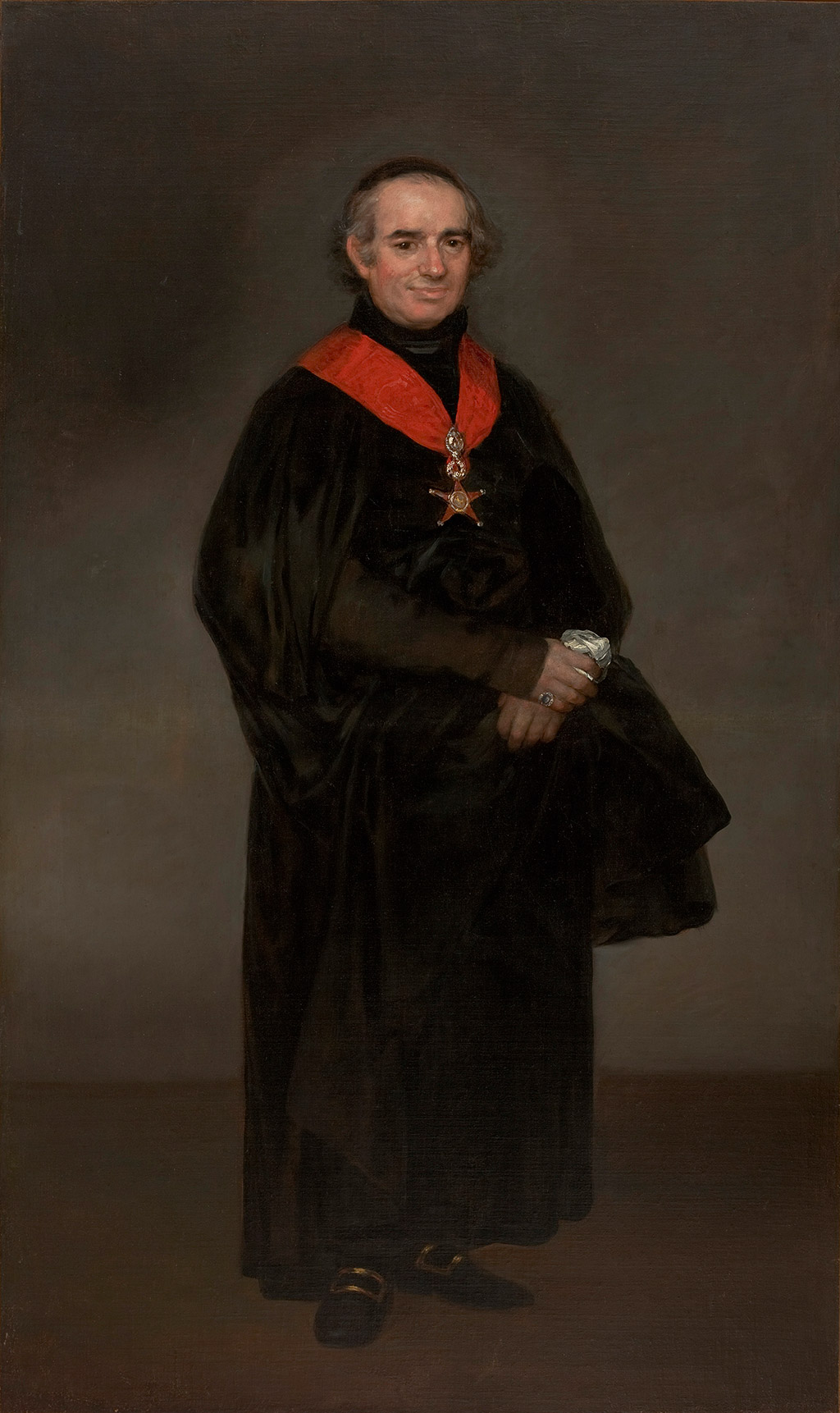
Retrato de Juan Antonio Llorente realizado por Goya entre 1810 y 1811.

- Retrato de Juan Antonio Llorente realizado por Goya entre 1810 y 1811.Martín Fernández de Navarrete: Nació en Ábalos, La Rioja, el 8 de noviembre de 1765. Fue un ilustrado y noble descendiente de una importante familia de La Rioja Alta. De profesión  militar e historiador. Llegó a ser director de la Real Academia de la historia y bibliotecario de la de la lengua. Es famoso por sus trabajos sobre los viajes de Cristóbal Colón  y la vida de Miguel de Cervantes, siendo uno de los mayores intelectuales de su tiempo. Dentro de la sociedad riojana ostentaba el cargo de  secretario de diputación en cortes, cuya función era servir de enlace entre la sociedad y las cortes de Madrid. Muere en esta ciudad el 8 de octubre de 1844.
- Juan Antonio Llorente: Nació en Rincón de Soto, La Rioja, el 30 de marzo de 1756, en el seno de una familia humilde de La Rioja Baja. Fue un ilustrado y sacerdote ordenado como tal en 1785. Estudió en la universidad de Zaragoza.  Llegó a ser comisario del Santo Oficio y Secretario supernumerario de la Inquisición de Corte, también prestibero de la catedral de Calahorra. Escribió numerosas obras durante toda su vida. Ingresó en la sociedad riojana en el año 1805. Murió en Madrid el 7 de febrero de 1823.